# Li Hongzhong

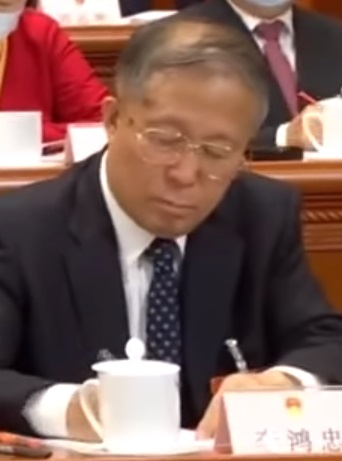
Li Hongzhong

Li Hongzhong (chinesisch 李鸿忠; * 1956 in Changle, Provinz Shandong) ist ein Politiker in der Volksrepublik China. Er war von 2008 bis 2016 Gouverneur der Provinz Hubei. Am 13. September 2016 wurde er zum Parteisekretär von Tianjin ernannt.
Li trat 1976 der Kommunistischen Partei Chinas bei und promovierte im Departement für Geschichte an der Universität in Jilin. Seine Karriere begann er in der Gemeindeverwaltung von Shenyang. Danach zog er nach Huizhou um, wo er zum Vizebürgermeister und später zum Bürgermeister ernannt wurde. Später übernahm er auch in Shenzhen das Amt des Bürgermeisters. Ferner hatte er führende Ämter in der Partei inne: als Sekretär des Shenzhener Parteiverbandes und als stellvertretendes Mitglied des 16. Parteikongresses. Li war stellvertretendes Mitglied des 17. Kongresses, Mitglied des 18. Kongresses und ist seit Oktober Mitglied des 19. Politbüros der Kommunistischen Partei Chinas.